# Guatemala a 2000. évi nyári olimpiai játékokon
Guatemala az ausztráliai Sydneyben megrendezett 2000. évi nyári olimpiai játékok egyik részt vevő nemzete volt. Az országot az olimpián 7 sportágban 15 sportoló képviselte, akik érmet nem szereztek.

## Atlétika
Férfi
| Versenyző                                             | Versenyszám     | Előfutam | Előfutam | Előfutam | Negyeddöntő | Negyeddöntő | Negyeddöntő | Elődöntő | Elődöntő | Elődöntő | Döntő   | Döntő    |
| Versenyző                                             | Versenyszám     | Idő      | Hely.    | Össz.    | Idő         | Hely.       | Össz.       | Idő      | Hely.    | Össz.    | Idő     | Helyezés |
| ----------------------------------------------------- | --------------- | -------- | -------- | -------- | ----------- | ----------- | ----------- | -------- | -------- | -------- | ------- | -------- |
| Oscar Meneses                                         | 100 m           | 10,54    | 5.       | 55.**    | kiesett     | kiesett     | kiesett     | kiesett  | kiesett  | kiesett  | kiesett | kiesett  |
| Rolando Blanco Oscar Meneses José Meneses José Tinoco | 4 × 100 m váltó | 39,34    | 3.       | 19.      |             |             |             | kiesett  | kiesett  | kiesett  | kiesett | kiesett  |
| Luis García                                           | 20 km gyaloglás |          |          |          |             |             |             |          |          |          | 1:27:16 | 32.      |
| Julio René Martínez                                   | 20 km gyaloglás |          |          |          |             |             |             |          |          |          | 1:31:47 | 43.      |

Női
| Versenyző        | Versenyszám     | Eredmény | Helyezés |
| ---------------- | --------------- | -------- | -------- |
| Teresita Collado | 20 km gyaloglás | 1:43:28  | 41.      |

** - két másik versenyzővel azonos eredményt ért el

## Cselgáncs
Férfi
| Versenyző       | Versenyszám | Selejtező         | 32-es főtábla                        | Nyolcaddöntő      | Negyeddöntő       | Elődöntő          | Vigaszág első kör              | Vigaszág negyeddöntő | Vigaszág elődöntő | Bronz- mérkőzés   | Döntő             | Helyezés |
| Versenyző       | Versenyszám | Ellenfél Eredmény | Ellenfél Eredmény                    | Ellenfél Eredmény | Ellenfél Eredmény | Ellenfél Eredmény | Ellenfél Eredmény              | Ellenfél Eredmény    | Ellenfél Eredmény | Ellenfél Eredmény | Ellenfél Eredmény | Helyezés |
| --------------- | ----------- | ----------------- | ------------------------------------ | ----------------- | ----------------- | ----------------- | ------------------------------ | -------------------- | ----------------- | ----------------- | ----------------- | -------- |
| Jorge Quintanal | Harmatsúly  | erőnyerő          | Larbi Ben Boudaoud (FRA) · 0000-1000 |                   |                   |                   | Han Dzsihvan (KOR) · 0001-0002 | kiesett              | kiesett           | kiesett           |                   | 17.      |

## Kerékpározás

### Országúti kerékpározás
Férfi
| Versenyző    | Versenyszám   | Idő              | Helyezés |
| ------------ | ------------- | ---------------- | -------- |
| Óscar Pineda | Mezőnyverseny | 5:52:47 (+23:39) | 91.      |

## Sportlövészet
Férfi
| Versenyző      | Versenyszám     | Selejtező | Selejtező | Döntő   | Döntő    |
| Versenyző      | Versenyszám     | Pont      | Helyezés  | Pont    | Helyezés |
| -------------- | --------------- | --------- | --------- | ------- | -------- |
| Sergio Sánchez | Légpisztoly     | 565       | 34.*      | kiesett | kiesett  |
| Sergio Sánchez | Szabadpisztoly  | 557       | 16.*      | kiesett | kiesett  |
| Solti Attila   | Futócéllövészet | 572       | 10.       | kiesett | kiesett  |
| Juan Romero    | Skeet           | 117       | 35.***    | kiesett | kiesett  |

* - egy másik versenyzővel azonos eredményt ért el

*** - három másik versenyzővel azonos eredményt ért el

## Súlyemelés
Férfi
| Versenyző    | Versenyszám | Szakítás | Szakítás | Lökés    | Lökés    | Összesen | Helyezés |
| Versenyző    | Versenyszám | Eredmény | Helyezés | Eredmény | Helyezés | Összesen | Helyezés |
| ------------ | ----------- | -------- | -------- | -------- | -------- | -------- | -------- |
| Luis Medrano | 56 kg       | 115,0    | 10.*     | 142,5    | 13.      | 257,5    | 12.      |

* - egy másik versenyzővel azonos eredményt ért el

## Taekwondo
Férfi
| Versenyző         | Versenyszám | Selejtező                   | Negyeddöntő       | Elődöntő          | Vigaszág negyeddöntő | Vigaszág elődöntő | Bronz- mérkőzés   | Döntő             | Helyezés |
| Versenyző         | Versenyszám | Ellenfél Eredmény           | Ellenfél Eredmény | Ellenfél Eredmény | Ellenfél Eredmény    | Ellenfél Eredmény | Ellenfél Eredmény | Ellenfél Eredmény | Helyezés |
| ----------------- | ----------- | --------------------------- | ----------------- | ----------------- | -------------------- | ----------------- | ----------------- | ----------------- | -------- |
| Gabriel Sagastume | Légsúly     | Roberto Cruz (PHI) · (-1)-4 | kiesett           | kiesett           |                      |                   |                   |                   | 10.      |

## Úszás
Férfi
| Versenyző      | Versenyszám | Előfutam | Előfutam | Előfutam | Elődöntő | Elődöntő | Elődöntő | Döntő   | Döntő    |
| Versenyző      | Versenyszám | Idő      | Hely.    | Össz.    | Idő      | Hely.    | Össz.    | Idő     | Helyezés |
| -------------- | ----------- | -------- | -------- | -------- | -------- | -------- | -------- | ------- | -------- |
| Álvaro Fortuny | 100 m mell  | 1:04,35  | 2.       | 38.      | kiesett  | kiesett  | kiesett  | kiesett | kiesett  |
| Álvaro Fortuny | 200 m mell  | 2:21,78  | 5.       | 39.      | kiesett  | kiesett  | kiesett  | kiesett | kiesett  |